# Broomehill
Broomehill is een plaats langs de Great Southern Highway in de regio Great Southern in West-Australië. Het valt onder het lokale bestuursgebied Shire of Broomehill-Tambellup. Broomehill ligt 302 kilometer ten zuidoosten van Perth, 20 kilometer ten zuiden van Katanning en 22 kilometer ten noorden van Tambellup. In 2021 telde Broomehill 211 inwoners tegenover 377 in 2006.

## Geschiedenis
De oorspronkelijke bewoners van de regio Great Southern zijn de Nyungah Aborigines.
De eerste Europeanen in de streek waren sandelhouthandelaren en pastoralisten. De sandelhouthandelaren creëerden een pad tussen Perth en Albany voor het afvoeren van sandelhout voor export naar China. In 1841 werd een private postdienst langs de weg ingelegd en in 1869 werd die overgenomen door de overheid. De postkoets deed de route tweemaal per maand. Ze legde ongeveer vijftig kilometer per dag af en hield zeven tussenstops om de paarden te verversen en te overnachten. De postkoets vervoerde ook reizigers en goederen. Een van de plaatsjes waar de postkoets stopte was Eticup. Op zijn hoogtepunt had Eticup een hotel, twee kruidenierszaken, drie hoefsmeden, een schooltje en een kerk. Begin jaren 1880 was de overheid op zoek naar snellere transportwijze. Een studie wees uit dat een spoorweg de beste oplossing bood. De West Australian Land Company (WALC) werd aangeduid om de spoorweg aan te leggen, in ruil voor grond.
De aanleg van de spoorweg tussen Albany en Beverley, de Great Southern Railway, werd voltooid in 1889. Broomehill werd een halteplaats, op vier kilometer van het plaatsje Eticup. Het dorp werd in 1890 door de WALC gesticht en er werden vijfhonderd kavels voorzien. Broomehill werd vernoemd naar Frederick Broome, de toenmalige gouverneur van West-Australië. De WALC slaagde er maar moeilijk in grond aan kolonisten te verkopen. De dorpjes langs de spoorweg ontwikkelden maar traag. De overheid kocht de spoorweg en gronden in 1897 voor 1.100.000 pond over van het bedrijf.

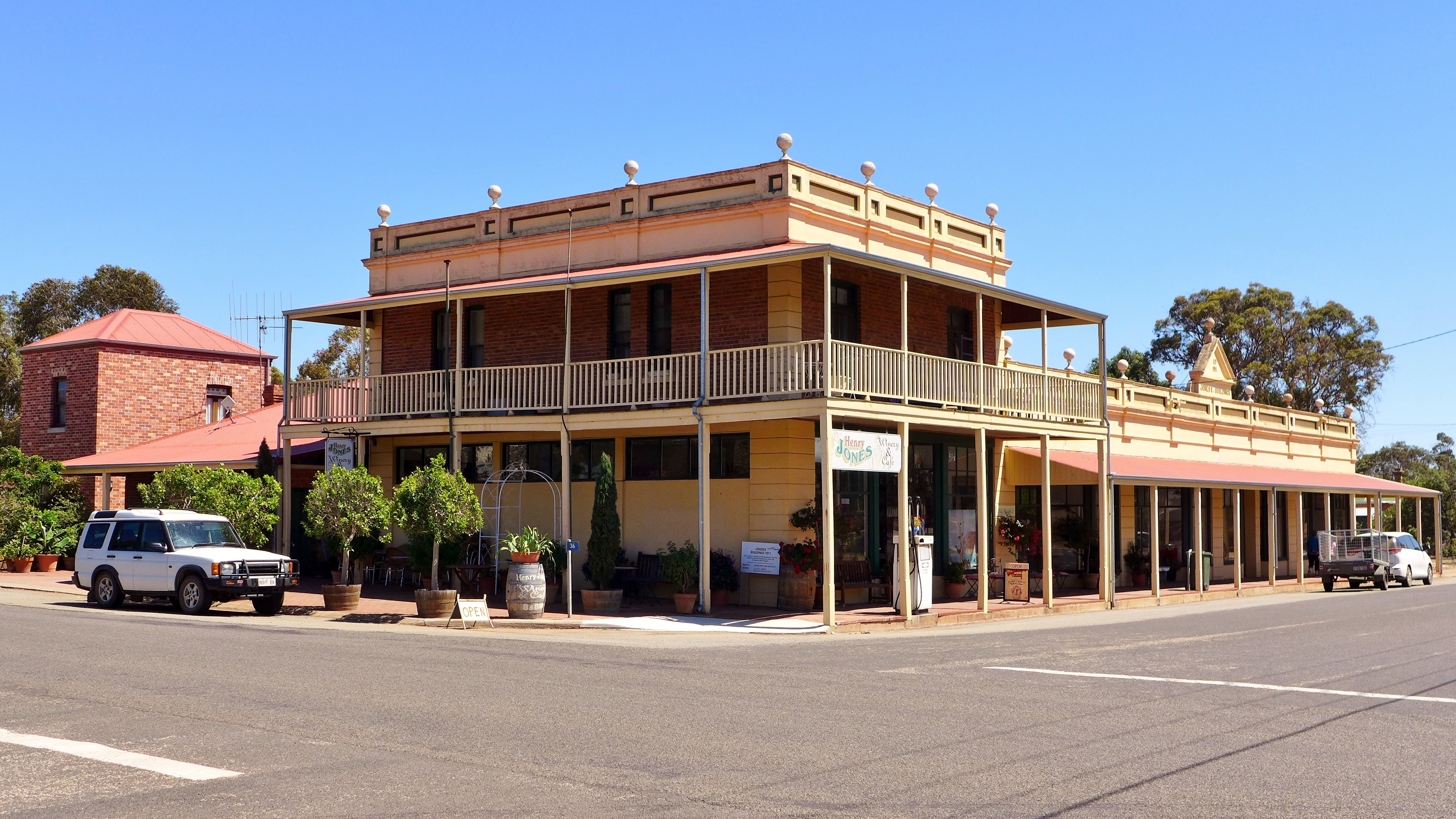
Jones Building

De stationschef van Broomehill vond goudhoudend kwarts in de omgeving in 1889. Het postkantoor van Eticup werd in oktober dat jaar verhuisd naar Broomehill. Tegen 1891 waren er negenennegentig kavels verkocht. Het jaar erop werden een nieuw postkantoor, een hotel, een politiekantoor en een gerechtsgebouw recht getrokken. De Broomehill Road Board hield haar eerste vergadering op 4 juli 1892. In 1893 werd door John Holland vanuit Broomehill een 450 kilometer lang pad naar Coolgardie vrijgemaakt nadat daar goud werd gevonden. De bevolking bestond in 1898 uit 37 mannen en 35 vrouwen. Tussen 1900 en 1914 was er veel vraag naar bouwgrond langs de Great Southern Railway. In 1901 kocht Robert Henry (Harry) Jones twee kavels in Broomehill. Hij bouwde er een klein shoppingcenter waarin zich onder meer een bank, een bakker en een kapper vestigden. De dorpen Kattaning en Tambellup waartussen Broomehill langs de spoorweg lag, groeiden echter sneller. Ze kregen spooraansluitingen en voorzieningen om stoomlocomotieven te bevoorraden met water. Het shoppingcenter kende dikwijls leegstand en de vijfhonderd kavels die voorzien waren, werden nooit allemaal verkocht. In het begin van de 21e eeuw zag het er naar uit dat Broomehill een heropleving zou kennen door de komst van gepensioneerden die geïnteresseerd waren in hobbyboerderijen.

## Economie

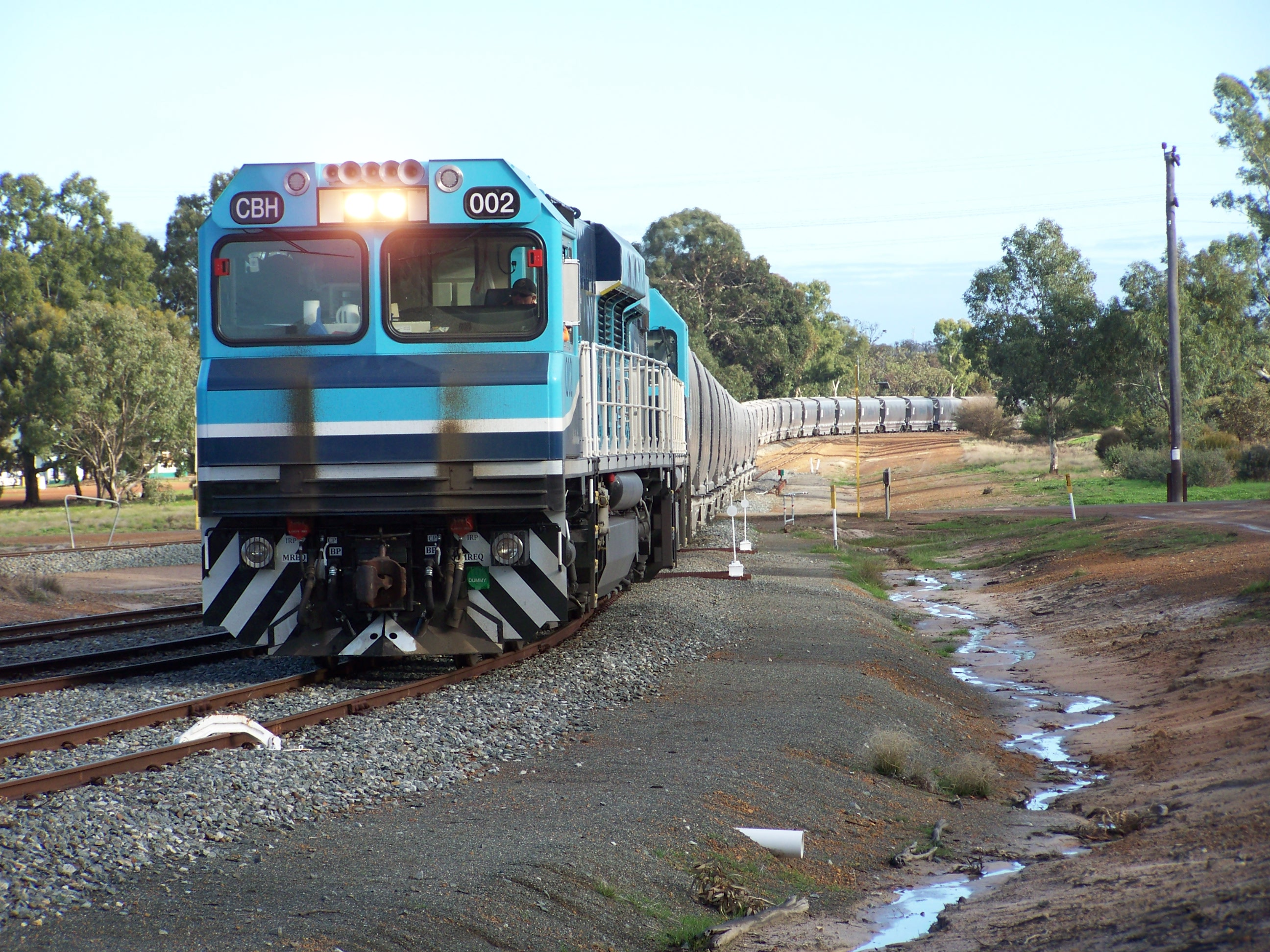
graantrein van CBH Group

De belangrijkste economische bedrijvigheid in Broomehill bestaat uit de teelt van granen.
Het dorp maakt deel uit van het netwerk van verzamelplaatsen van de Co-operative Bulk Handling Group. De productie van de landbouwbedrijven uit de omgeving wordt er gestockeerd en opgehaald.
Er zijn ook enkele schapenboerderijen in de omgeving. Er wordt gediversifieerd naar wijnbouw.

### Toerisme
- De Broomehill Historical Society houdt een streekmuseum open in een kerk, het Broomehill Museum.
- De 450 kilometer lange weg tussen Broomehill en Coolgardie, de Holland Track, is een 4x4-track.
- De historische Henry Jones Building biedt onderdak aan een Bed and Breakfast, café, restaurant, wijnwinkel en een kunstgalerij.
- Er is een wandelroute uitgestippeld langs de historische gebouwen van Broomehill, waaronder de post- en politiekantoren uit 1892. Het politiekantoor werd omgetoverd tot de St Elizabeth’s Church.
- Boot Rock Reserve is een natuurgebied met unieke rotsformaties en honderddertig plantensoorten waaronder vele wilde bloemen.[9]